# Георг Зимел
Георг Зимел (Берлин, 1. март 1858 — Стразбур, 28. септембар 1918) је био немачки филозоф и један од првих немачких социолога. Један је од најважнијих класичних теоретичара друштва уопште, а посебно је утицао на развој ране америчке социолошке традиције. Познат је по свом атипичном стилу, а интересовао се за многе и различите сегменте друштва.

## Биографија
Рођен је у Берлину као најмлађи од седморо деце, у породици с комплексном конфесионалном позадином. Наиме, и мајка и отац су најпре били Јевреји, али је отац касније прешао на католицизам, а мајка на лутеранство. Због својих јеврејских корена и „израелитске“ физиономије касније је имао проблема због све израженијег антисемитистичког окружења.
Студирао је различите предмете на Универзитету у Берлину, да би 1881. одбранио докторат из филозофије. Остао је на универзитету на положају неплаћеног наставника који зависи од студентских уплата, али је због одличних предавачких способности ипак добро прошао, привукавши велики број студената. Због врхунских предавања, на која су долазили не само студенти и која су постала јавни догађаји, Зимел је ширио свој академски утицај у Немачкој, а 1900. године је добио и службено признање — насловно звање на берлинском универзитету. Редовни академски положај је стекао тек 1914. године на мање важном Универзитету у Стразбуру. Одвојен од своје публике, берлинских интелектуалаца и студената који су га симпатисали, осећао се отуђено, изоловано и депресивно. Исте године је почео Први светски рат: студенти су отишли на бојишта, слушаонице су преуређене у болнице, а Зимел је остао маргиналан лик на академској сцени, те се може рећи да никада није имао нормалну академску каријеру, јер је непосредно пре завршетка рата умро од рака јетре.
Упркос томе, његов утицај на развој социологије је огроман, а највидљивији је у развоју ране америчке социолошке мисли, посебно у чикашкој школи, где је најпре био најпревођенији и најцитиранији немачки социолог (док су Карл Маркс и Макс Вебер још дуго година остали игнорисани).

## Појам социологије
Зимелова социолошка гледишта није могуће разумети без увида у његова филозофска гледишта. Он је тежио да Кантову теорију сазнања на основу категорија априори примени на друштво. Истицао је велику повезаност филозофије са социологијом, а пошто је друштво сматрао нечим што је за човека априорно, тврдио је да суштину друштва може спознати само филозофија.
Оштро је критиковао историјски материјализам, тврдећи да наше схватање историје не може бити објективно. Материјалистичка теорија о историји је метафизичка и субјективистичка, те се своди на економски фактор. Иако је уважавао реалност тог феномена, Зимел је рекао да је историјска стварност испреплетена разноврсним интересима и нагонима, те да за увид у праву слику историје морамо имати увиде у све факторе. Иако је за историјски материјализам рекао да узима претпоставку као објашњење којим ништа не објашњава, признавао је његов значај у виду откривања нових узрочних веза међу догађајима и доказа о повезаности свих историјских чинилаца.
Када је реч о самој социологији, истицао је да њен предмет мора бити само друштво, посматрано као једна јединствена целина свих битних црта, а не делимично као у неким другим наукама. Друштво је дефинисао као међуделовање појединаца; одређен број људи чини друштво тек када одређени животни садржај добије облик узајамног утицаја, кад постоји деловање једног на друго или посредством трећег. Прави предмет социологије јесте да утврди постојање чистих облика, да објасни њихову психичку основу и да изложи њихов историјски развој. На тај начин се социологија разликује од осталих друштвених наука које проучавају садржаје друштвених облика. Социологију не одликује њен предмет, већ начин на који она посматра свој предмет, нарочито апстраховање које она врши. Посебну пажњу социологија мора обратити на интеракцију појединаца, јер управо су они ти који чине веће друштвене творевине.

## Величина друштвених скупина
Зимел је проучавао бројност скупина као чинилац одређених друштвених облика. Од броја чланова одређене друштвене скупине умногоме зависи облик који ће она добити, као и начин на који се дати облик остварује. Зимел расправља о маси, схватајући је као бројну скупину, и о разликама између ње и мањих скупина. Најзанимљивија су разматрања о малим, двочланим и трочланим скупинама (дијаде и тријаде) и о положају појединаца у њима.
Двојна скупина је толико везана за чланове да се не може уздићи изнад њих као нешто страно. Односи између чланова су врло присни, јер су одређени незаменљивим особинама чланова као личности. У двочланој скупини се развија јака солидарност, јер су оба члана свесна да само од њега и његовог партнера зависи опстанак скупине.
Насупрот двочланој, трочлана скупина подразумева прелаз ка уздизању скупине изнад чланова. Она може имати три типична облика, зависно од положаја једног од три члана према другој двојици. Трећи члан може имати: (1) положај посредника који смирује сукобе друге двојице или (2) положај који искоришћава супротности друге двојице да би осигурао свој интерес или (3) положај онога који сам подстиче сукобе друге двојице како би себи осигурао повлашћени положај.
Дакле, број представља значајан чинилац облика друштвених скупина, али је тешко рећи нешто више о општим законитостима појединих облика, јер оне зависе од конкретних околности и од особина чланова.

## Конфликт и ауторитет
Много простора у свом раду Зимел је посветио појму сукоба, а његова схватања друштвеног конфликта су прилично утицала на каснији развој конфликтних теорија. Истицао је да нема друштва без сукоба и борби, исто као што нема друштва без сарадње и мира. Трудио се да докаже да је и борба облик удруживања, а не просто друштвена појава или облик. Као специфичан вид борбе он је навео утакмицу, која се разликује од борбе по томе што учесници не теже да један другог униште, већ настоје да дођу до истог предмета вредности. Зимел је такође расправљао о начинима завршетка борбе, односно о склапању мира и компромису, за који каже да је могућ само код културно развијених људи, јер захтева способност апстрактног мишљења.
Када је реч о конфликту, говорио је и о категоријама подређености и надређености које се заснивају на ауторитету. Носиоци надређености могу бити тројаки: надређеност појединца, скупине и објективне снаге. Расправљао је о модерној појави владања већине и рекао је да разлози за њено признање могу бити: њена надмоћ или способност већине да заједничку вољу представља боље него мањина. Такође је расправљао о питању да ли је боља владавина једног човека или безличног начела, те је дошао до закључка да је ово друго боље јер је објективније, изражава интерес скупине и после неког времена постаје саставни део скупине и појединца.

## Самоодржање друштвених скупина
Међу чиниоцима који доприносе одржању скупине Зимел је навео просторну везу, крвну везу и духовну везу. Под духовном везом је подразумевао функционалну везу, тј. онда када се скупина посвећује одређеној радњи која јача односе унутар скупине. Даљи чиниоци одржања скупине су симболи, а посебан значај се придаје части коју имају њени чланови као припадници те скупине. Част је разликовао од морала и права: право постиже спољашње циљеве спољашњим средствима, морал — унутрашње циљеве унутрашњим средствима, а част — спољашње циљеве унутрашњим средствима. Између части с једне стране, права и морала с друге стране, сукоби су чести.
Развијене скупине образују посебне органе ради одржања скупине. Они су ефикаснији јер се лакше стављају у погон од целог друштва, лакше доносе одлуке, стручнији су у пословима које врше и боље виде интерес друштва, пошто се могу издићи из њега. Постоји могућност да такви органи почну да раде само на својим интересима, а не на интересу друштва. Зимел је сматрао да се друштвене скупине одржавају помоћу једног од два начина: (1) конзервативношћу или (2) револуционарношћу. Примена једног од ова два начина зависи од прилике у којој се друштво налази.

## Индивидуалност
Индивидуалност се више развија уколико се скупина шири. У широј скупини се врши јача диференцијација личности услед поделе рада и зато се јасније издваја индивидуалност и појединац има више слободе. Као што смо пре споменули, појединац је члан више скупина које искоришћава да би осигурао себи слободу. Ужа скупина стеже, али је оригинална, док је шира слободнија, али мање оригинална. Човек је најприврженији најужој или најширој скупини.
У овом контексту Зимел говори и о слободи. За њега је слобода ослобађање од друштвене стеге и развијање личности које се може развити само у развијеној друштвеној скупини. Ова расправа се одликује тиме што се расправља о утицају једног друштвеног облика на развој личности.

## Филозофија новца
У делу Филозофија новца Зимел поставља два основна социолошка питања у вези са новцем: какав је утицај друштва на новац и какве последице у друштву новац изазива. Зимел је врло лепо показао да новац мења своју друштвену функцију. У почетку је имао супстанцијалну вредност и био је средство за остварење циља, а касније је добио функционалну вредност, тј. постао је циљ сам за себе.
Новац врши огроман утицај на друштво и на човека, мења стил живота, не мимоилази ниједну, па чак ни најинтимнију сферу живота. Новац повећава слободу личности, што се огледа у томе што се свако појединачно извршење одређене радње може заменити плаћањем одређеног новчаног износа. На тај начин особа престаје да буде везана за свог партнера, чије место заузима новац. То доводи до деперсонализације људских односа — односи постају односи између типских појединаца, који врше одређене типске радње, на које више не утиче њихова личност. На тај начин се омогућава ступање у односе са сасвим непознатим и удаљеним људима, а да према њима нема никаквих моралних или осећајних обзира.
Следећа последица коју новац изазива је јачање поделе рада. Појединац може ступати у односе са другима посредством новца, користити се њиховим услугама или им извршавати одређене услуге, а да истовремено не ступи у личне односе и да не потпадне под њихову власт. Власт над особама замењује се влашћу над новцем. Новац мења и ментални склоп личности. Више не преовладава ирационални, већ рационални фактор. Рачунање постаје основни елемент погледа на свет. На тај начин добијамо друштво састављено од слободних појединаца који се међу собом повезују у скупине безличног карактера, с одређеним циљевима у којима се све заснива на рационалном прорачуну и новцу. Зимел се још позабавио и конкретним питањима промене друштвених установа под утицајем новца; претварање крвне освете у новчану казну, на промене у браку и вредност жене, на проституцију. Тако је на свој начин изразио отуђеност културе у савременом друштву.